# Thekla (Leipzig)

Plösen, Neutzsch und Cleuden auf einer Karte von 1808

Thekla ist ein Ortsteil im Stadtbezirk Nordost von Leipzig.

## Lage
Thekla wird nach Süden und Südosten durch zwei Bahnlinien und im Osten und Nordosten durch die Autobahn A 14 begrenzt. Die Parthe fließt durch den Stadtteil.

## Geschichte
Am 9. März 1889 entstand die 1.390 Einwohner zählende Gemeinde Thekla durch die Zusammenlegung von Plösen, Cleuden und Neutzsch. Der Ortsname orientierte sich am Namen ihrer gemeinsamen Kirche Hohen Thekla.
Plösen, Cleuden und Neutzsch gehörten bis 1856 zum kursächsischen bzw. königlich-sächsischen Kreisamt Leipzig. 1856 kamen sie zum Gerichtsamt Taucha und 1875 zur Amtshauptmannschaft Leipzig.

### Plösen
Plösen entstand durch die Ansiedlung von Bauern am rechten Ufer der Parthe. Eine erste urkundliche Erwähnung als Blegyn datiert von 1335. Im 14. Jahrhundert stand Plösen unter der Gutsherrschaft der Rittergutsbesitzer von Plaußig sowie des Ritters Johannes Porczik. 1506 veräußerte Heinrich von Plaußig seinen Anteil an die Familie Preußer, 1530 wurde Georg Schittel, Professor für Medizin an der Universität Leipzig, mit dem Anteil des Hans von Plaußig belehnt. Nach weiteren Eigentümerwechseln wurde Plösen 1734 an den Rat der Stadt Leipzig verkauft. Während des Dreißigjährigen Krieges brannten schwedische Truppen 1637 drei Bauerngüter ab; auch während der Völkerschlacht des Jahres 1813 hatte die Bevölkerung des Ortes unter den Plünderungen und Einquartierungen zu leiden.

### Cleuden

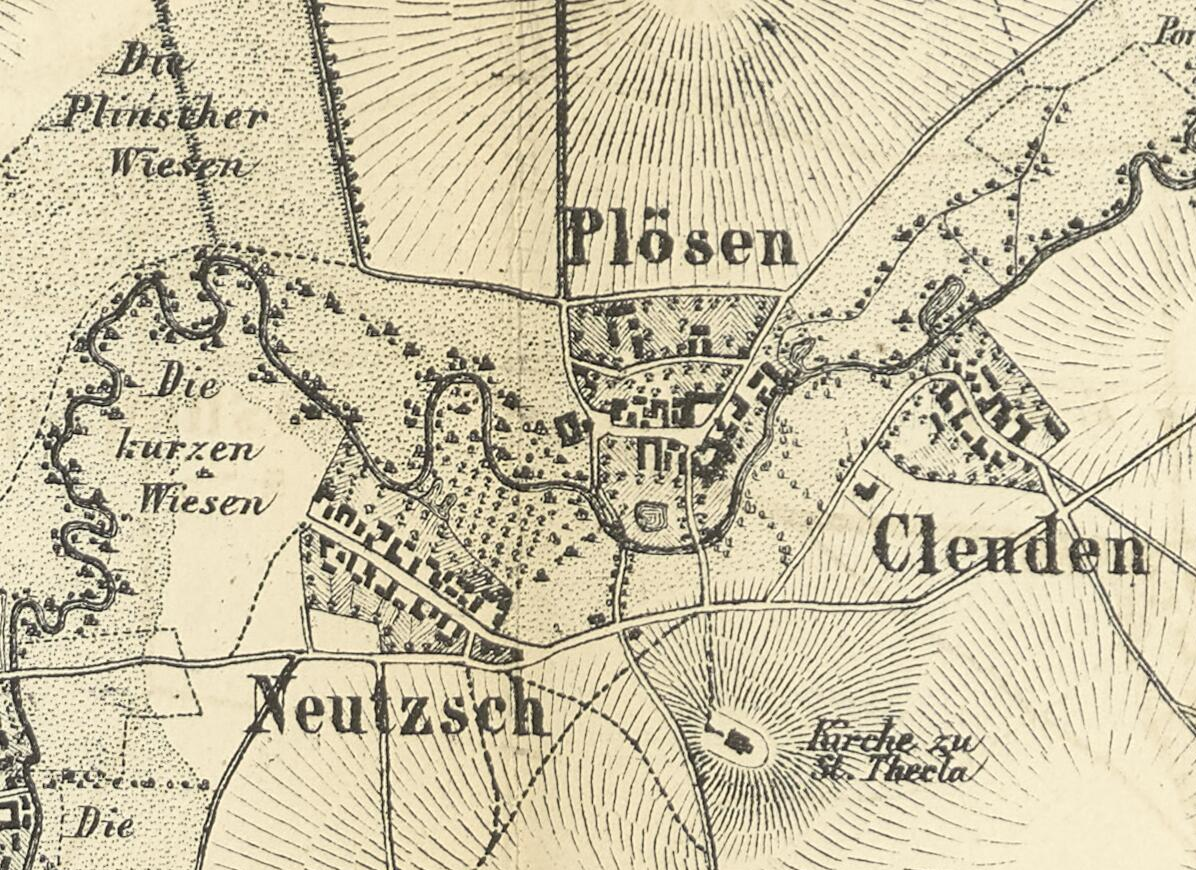
Neutzsch, Plösen und Cleuden auf einer Karte von 1863

Thekla auf einer Karte von 1891

Das östlich von Plösen gelegene Dorf Cleuden wurde als Gassendorf links der Parthe gegründet. Es war das kleinste, aber bedeutendste Parthedorf. Cleuden wurde 1325 erstmals als Cludene erwähnt, als fünf Güter des Orts in den Besitz des Thomasklosters übergingen. 1543 fielen die Güter im Zuge der Säkularisation in das Eigentum des Rats der Stadt Leipzig.

### Neutzsch
Neutzsch, das im Südwesten von Plösen lag, wurde als Sackgassendorf am linken Ufer der Parthe gegründet. Die erste urkundliche Erwähnung als Nysch stammt von 1335. Der Rat der Stadt Leipzig erwarb bis 1515 alle Güter des Dorfes. 1698 wurden vier der Güter bei einem Brand vollkommen zerstört. Durch die Bebauung der heutigen Tauchaer Straße entwickelte sich Neutzsch ab der Mitte des 18. Jahrhunderts am stärksten.

### Thekla
1904 erhielt der Ort einen hauptberuflich tätigen Gemeindevorstand, der ab 1906 im neu erbauten Rathaus an der Tauchaer Straße arbeitete. Seit Anfang des 20. Jahrhunderts besitzt Thekla einen eigenen Güterbahnhof. Seit 1915 war die Gemeinde durch eine eigene Personenhaltestelle an die Eisenbahnlinie Leipzig–Eilenburg angeschlossen. Am 1. März 1930 wurde Thekla mit 2.300 Einwohnern in die Stadt Leipzig eingemeindet. 1931 erhielt Thekla Anschluss an das Netz der Leipziger Straßenbahn. Während der 1930er Jahre wurde der Bau von Siedlungshäusern vorangetrieben. 1933/34 wurde auf Theklaer Flur eine Kiesgrube für den Autobahnbau ausgehoben. Sie wurde in den Jahren 1961/72 zum 3,2 ha großen Naturbad Nordost („Bagger“) umgestaltet. Unweit des Sees entstand ab 1976 ein Neubaugebiet mit über 1.600 Wohneinheiten.
In Thekla befand sich ab 1943 das Außenlager Leipzig-Thekla des KZ Buchenwald, in welchem Zwangsarbeiter der Firma Erla festgehalten wurden. Berüchtigt wurde das Lager durch das Massaker von Abtnaundorf an Häftlingen und den Todesmarsch der Häftlinge nach der Evakuierung des Lagers im April 1945.

## Bevölkerung
| Jahr | Einwohner |
| ---- | --------- |
| 2000 | 6.052     |
| 2005 | 5.777     |
| 2010 | 5.526     |
| 2015 | 5.716     |
| 2020 | 5.965     |
| 2024 | 6.066     |

Stand: 31.12. des jeweiligen Jahres

## Politik
Bei den Wahlen zum Sächsischen Landtag gehört Thekla zum neuen Wahlkreis Leipzig 8, bei Bundestagswahlen zum Bundestagswahlkreis Leipzig I (Wahlkreis 152).
Die Bundestagswahl 2021 führte bei einer Wahlbeteiligung von 70,8 % zu folgendem Zweitstimmenergebnis:
| Partei                | Thekla | Stadt Leipzig |
| --------------------- | ------ | ------------- |
| SPD                   | 23,5 % | 20,9 %        |
| AfD                   | 21,6 % | 13,3 %        |
| CDU                   | 21,3 % | 14,0 %        |
| FDP                   | 09,6 % | 10,1 %        |
| Die Linke             | 08,5 % | 13,7 %        |
| Bündnis 90/Die Grünen | 06,3 % | 18,5 %        |
| Sonstige              | 09,1 % | 09,5 %        |

## Sehenswürdigkeiten

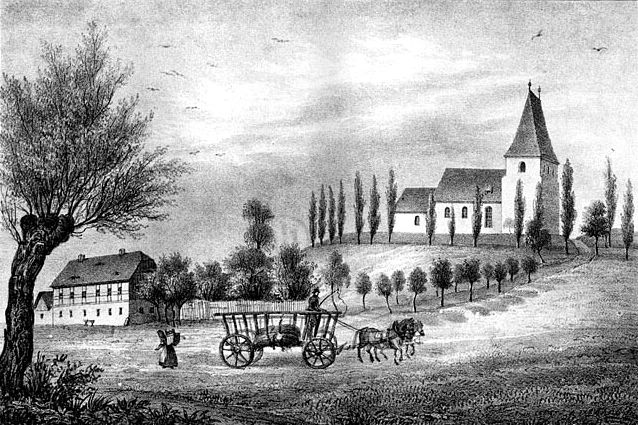
Kirche Hohen Thekla um 1850 …
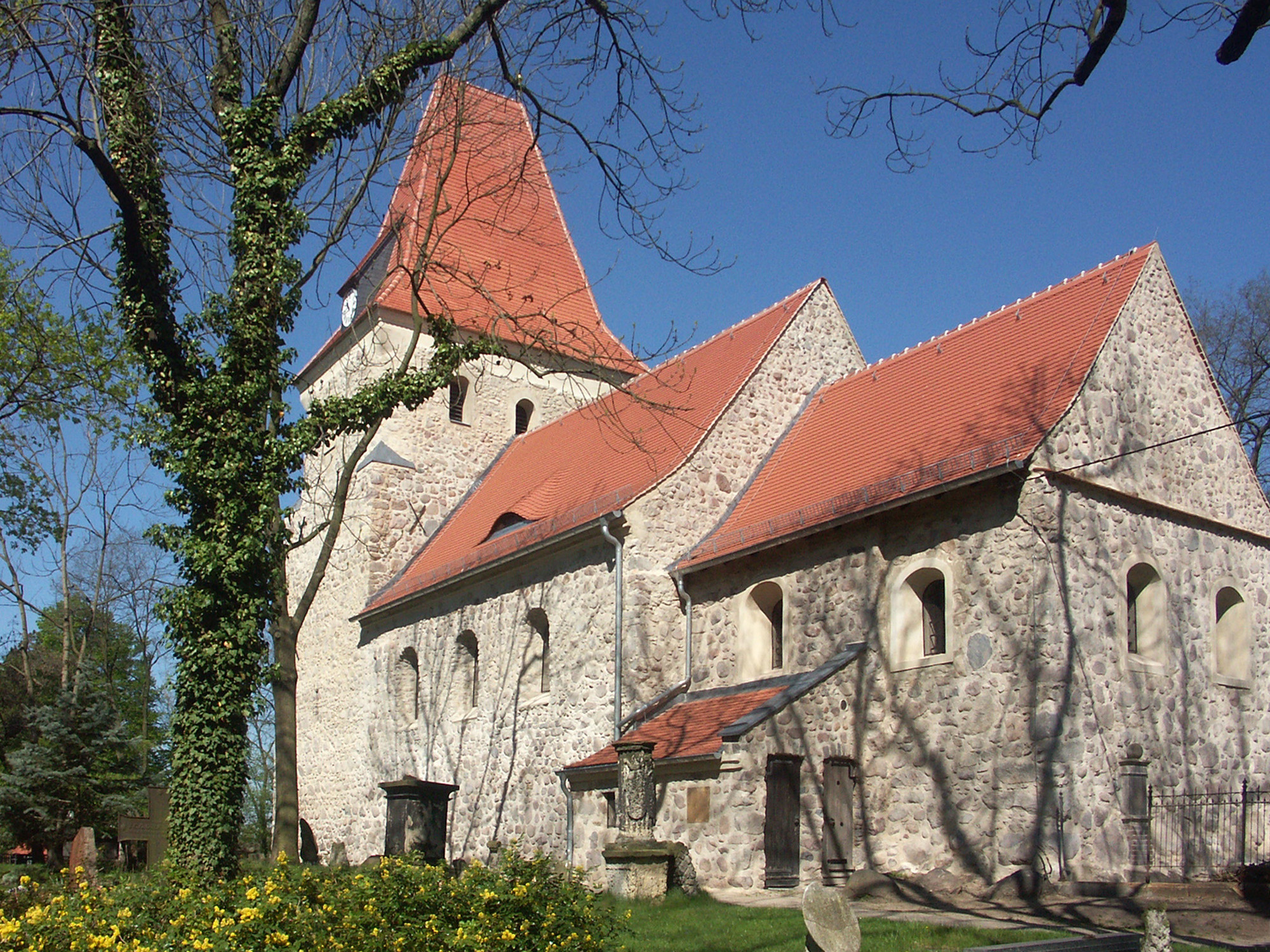
… und 2009

Die Kirche Hohen Thekla wurde zwischen 900 und 1100 als romanische Saalkirche erbaut. Sie wurde auf einer Anhöhe zwischen Neutzsch und Cleuden errichtet, die früher Hohentichel, Hohentiegel oder Hohentechla genannt wurde (hieran erinnert noch heute die Hohentichelnstraße, die von Paunsdorf nach Heiterblick führt). Landläufig wird die Kirche – gemeinsam mit der Bergkirche Beucha und der Kirche Panitzsch wegen der Hochlage aller drei – als einer der „Drei Hohepriester“ im Leipziger Umland bezeichnet.
Die bis zu 2 Meter dicken Mauern der Kirche bestehen aus großen Feldsteinen. Nach dem Dreißigjährigen Krieg, in dem die Bausubstanz erhebliche Schäden erlitt, kam infolge eines Missverständnisses der Name St.-Thekla-Kirche auf. Dieser ist seit 1663 schriftlich belegt und hat sich lange Zeit gehalten. Während der Völkerschlacht nutzte der schwedische Kronprinz Bernadotte die Kirche als Beobachtungsstandort. An die Ereignisse des Jahres 1813 erinnern drei in den Kirchturmputz eingemauerte französische Kanonenkugeln. 1959 brannte die Kirche infolge von Brandstiftung bis auf die Umfassungsmauern nieder. Dabei wurde die gesamte Einrichtung, der Flügelaltar von 1510, die Kanzel von 1680, der alte Taufstein, die Orgel und die Glocken zerstört. Am 7. Oktober 1962 wurde die von dem Architekten Fritz Ziel und der Innenarchitektin Lilo Häring neu aufgebaute Kirche eingeweiht. Der Wiederaufbau unter der Leitung Fritz Ziels gelang unter Verwendung von Material aus einer devastierten Kirche.
Die wohl prominenteste Trauung in Hohen Thekla fand 1840 statt, als der Politiker Robert Blum und Eugenie Günther heirateten.

## Verkehr
Die Straßenbahnlinie 9 hat eine Endstelle in Thekla, die Linien 3 und 8 tangieren den Stadtteil an der Torgauer Straße. Am Rand des Ortsteils befinden sich die beiden S-Bahn-Haltestellen der Linie 4 Thekla und Heiterblick. Den Norden erreicht man von der A 14 über die Abfahrt Leipzig-Messegelände, den Süden über die Abfahrt Leipzig-Nordost.

## Naherholung

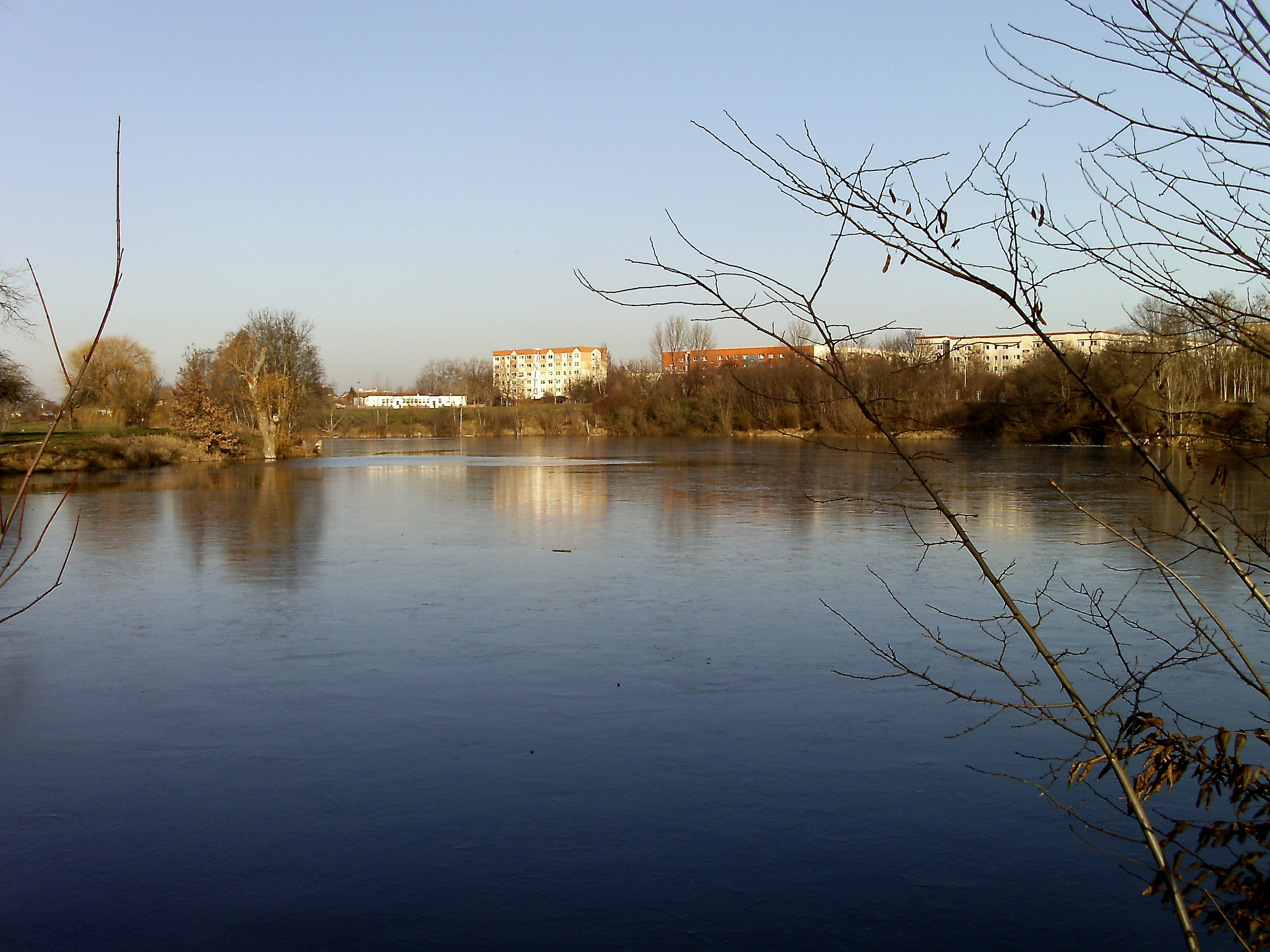
Naturbad Nordost

Das Naturbad Nordost, im Volksmund Bagger genannt, entstand aus einer ehemaligen Kiesgrube.